# Urien
Pour les articles homonymes, voir Urien (homonymie).
Urien ou Urien de Rheged (mort vers 590) est un roi brittonique du royaume de Rheged au VIe siècle devenu un personnage de la légende arthurienne.

## Histoire
Urien, fils de Cynfarch Oer, était, vers 560-590, un roi breton du Rheged, l'un des petits royaumes bretons de ce que les Gallois appellent aujourd'hui le Hen Ogledd (le vieux nord), au nord de l'actuelle Angleterre et au sud de l'Écosse. Ce royaume résistait à l'invasion des Saxons, ou plus précisément des Angles du royaume voisin de Bernicie.
Urien succède à son père peu après la Bataille d'Arfderydd, au cours de laquelle Gwenddolau ap Ceidiaw, un autre dynaste brittonique est vaincu et tué par une coalition de princes des royaumes voisins de Strathclyde et de Gododdin. La défaite et la mort de Peredur mab Eliffer d'York et de son frère laissent les royaumes d'York et de Catraeth (Catterick) vulnérables face aux Angles.
Urien prend alors la tête d'une ligue de princes constituée par Rhydderch Hael, Gwallawg et Morcant. Leurs armées traversent les monts Cheviot et descendent contre les Angles dont la place forte est située Bamburgh. Les princes bretons assiègent Lindisfarne et pendant le siège, Morcant, jaloux des succès militaires d'Urien, le fait tuer par l'un de ses hommes nommé Lovan ou Llofan Llaw Ddifro (c'est-à-dire Lovan à la main apatride).
Les victoires d'Urien sont célébrées par les bardes Taliesin et Llywarch Hen qui étaient attachés à sa cour pour chanter ses exploits.
Il eut quatre fils : Owain, connu sous le nom de Owain mab Urien, Riwallawn, Rhun et Pascen qui lui succédèrent.

## Personnage légendaire

D’azur au lion d’or armé et lampassé de gueules :
blason imaginaire d'Urien
(Armorial des Chevaliers de la Table Ronde).
devise: A TOVT

Urien et son fils Owain, devenu le chevalier Yvain, ont été incorporés à la légende arthurienne.
Urien devient Urien de Gorre, royaume mythique, proche de ceux de ses frères les rois Loth ou Lot d'Orcanie et Auguselus d'Écosse.
Sous le règne d'Uther Pendragon, il épouse la sœur d'Arthur (il s'agit parfois de la fée Morgane, parfois d'une autre sœur). Il s'oppose d'abord à l'accession d'Arthur au trône après la mort d'Uther, se révolte avec d'autres rois voisins, et après sa défaite, devient son vassal et allié.
Dans l'Historia Regum Britanniae, Urien est roi de Moray et frère d'Augusel.
Selon les légendes, son mariage avec Morgane n'est pas des plus heureux, et dans l'une d'elles, la fée complote pour s'emparer de l'épée Excalibur, tuer Urien et Arthur, et monter sur le trône en compagnie de son amant Accolon.
Il serait également père d'Ywain le Bastard ou l'Avoutre, qu'il aurait eu de la femme de son sénéchal. D'après certains textes gallois, il aurait également eu une fille nommée Morfydd.
Thomas Malory, compilateur du roman Le Morte d'Arthur, a écrit parfois son nom Urience, ce qui a pu mener certains, comme le poète Tennyson, à le confondre avec le roi Rience.
Dans les armoriaux imaginaires des chevaliers de la Table Ronde qui fleurissent à partir du XVe siècle, Urien se voit attribuer comme blason d'azur au lion d'or, armé et lampassé de gueules (un lion jaune à la langue et aux griffes rouges, sur fond bleu). Son cimier est une tête de lion d'or, lampassée de gueules et ses supports présentent deux cygnes d'argent, becqués et membrés de sable (deux cygnes blancs, avec pattes et becs noirs). La devise qui lui serait attribuée est « À tout ».